# Rhipidia cramptoni
Rhipidia cramptoni är en tvåvingeart som beskrevs av Alexander 1912. Rhipidia cramptoni ingår i släktet Rhipidia och familjen småharkrankar. Inga underarter finns listade i Catalogue of Life.